# Engelbert van Heemstede
Engelbert van Heemstede, ook Engelbertus van Hemstede (? - 1539), was een vooraanstaand geestelijke in de Bourgondische Nederlanden. Hij was proost van het kapittel van Sint-Servaas te Maastricht en gaf leiding aan de proosdij. In zijn functie van proost was hij persoonlijk wereldlijk heer van de banken Tweebergen en Mechelen-aan-de-Maas. Namens het kapittel was hij in wereldlijke zaken de hoogste gezagsdrager in de Elf banken van Sint-Servaas, een rijksonmiddellijk territorium in het Heilige Roomse Rijk. Alle geestelijke zaken vielen onder de deken van het kapittel.

## Levensloop

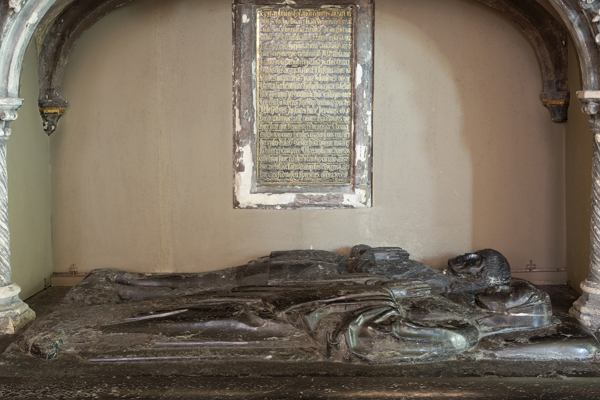
Praalgraf van de ouders (1517), Onze-Lieve-Vrouwekerk, Temse

Engelbert van Heemstede was de derde zoon van Roeland le Fèvre, een vermogend ridder en thesaurier van Vlaanderen, en Hadewych van Heemstede, erfdochter van de ambachtsheerlijkheid Heemstede. Zijn geboortejaar en -plaats zijn onbekend. Wellicht werd hij geboren op Slot Heemstede, dat door zijn vader in 1486 was verworven, of op de burcht van Temse  of Slot Liesveld, in 1491, respectievelijk 1492 aan het familiebezit toegevoegd.
Volgens het opschrift op zijn grafzerk nam hij deel aan een veldtocht tegen de Turken. Niet duidelijk is wanneer deze veldtocht plaats vond, vermoedelijk tijdens zijn jongere jaren. Mogelijk betrof het een campagne tijdens de Ottomaans-Venetiaanse oorlog (1499–1503), die werd uitgevochten op de Balkan en in Griekenland.
Rond 1510 werd hij proost van het kapittel van Sint-Servaas in Maastricht. Van keizer Karel V wist hij bevestiging te verkrijgen van alle privileges van het Sint-Servaaskapittel (bij oorkonde van 10 maart 1534 verleend). Vanaf 1512 was hij tevens kanunnik van het kapittel van de Sint-Gummaruskerk in het Brabantse Lier. In 1517 schonk hij aan de Lierse kerk een gebrandschilderd koorraam, dat vermoedelijk verloren is gegaan. Mogelijk was hij ook proost van de Sint-Joriskerk in Wassenberg. Vanaf 1526 was hij enige tijd curator van de Nieuwe Kerk in Delft. 
Engelbert van Heemstede was apostolisch protonotaris, in die tijd een ereambt. Als opdrachtgever sponsorde hij de kunsten (zie hieronder). Volgens zijn grafschrift schreef hij zelf verzen, die echter niet bewaard zijn gebleven. Mogelijk had hij een bastaardzoon, die eveneens kanunnik van Sint-Servaas en proost van Sint-Joris (Wassenberg) was, en die evenals hijzelf kunstmecenas was.
Engelbert overleed op 6 november 1539 en werd begraven in medio ecclesiae in de Sint-Servaaskerk. Na zijn dood bleef de zetel van de proosdij van Sint-Servaas vier jaar onbezet. Pas in 1543 benoemde keizer Karel V zijn opvolger, Anton van Schaumburg.

## Nalatenschap
De zeer beschadigde grafsteen van Engelbert van Heemstede in de middenbeuk van de Sint-Servaaskerk was ooit rijk versierd met bronzen ornamenten en een grafdicht in bronzen letters. Waarschijnlijk verdwenen de bronzen versieringen tijdens de secularisering van de kerk in de Franse tijd. Het is mogelijk dat de steen zich oorspronkelijk als epitaaf elders in de kerk bevond en rond 1620 hierheen verplaatst werd.
Tijdens het bewind van Van Heemstede beleefde de stad Maastricht (en de Sint-Servaaskerk) een culturele opleving. Beeldsnijders en andere kunstenaars uit Brabant en het Rijnland kregen van het Sint-Servaaskapittel opdrachten voor kunstvoorwerpen ter verfraaiing van de kerk, waarvan nog enkele voorwerpen in de schatkamer van de Sint-Servaasbasiliek getuigen. In 1515 werd, wellicht in opdracht van Engelbert van Heemstede, een grote bronzen klok gegoten (Grameer, ofwel "grootmoeder"), die tot 1850 heeft gefunctioneerd als grote luidklok van de Sint-Servaaskerk. Volgens de Maastrichtse geschiedschrijver Matthaeus Herbenus werd voor de nieuwe klok een speciale middentoren gebouwd op het westwerk van de kerk. Deze houten toren, bekleed met lood en leien, werd in 1556 vervangen door de laatgotische toren van Jan Pyens, die op oude afbeeldingen te zien is.
In 2021 kwam de Schatkamer van de Sint-Servaasbasiliek in het bezit van een zestiende-eeuws, rijk geborduurd koorkapschild, restant van een koormantel die verband leek te houden met de Sint-Servaaskerk. Het met goud- en zilverdraad geborduurde schild bevat een voorstelling van de overdracht van de hemelsleutel door Petrus aan Sint-Servaas, een tafereel uit de Servaaslegende. Een onderzoek van de kunsthistoricus en kenner van de 'Servatiana' Jos Koldeweij wees in 2025 uit dat het schild vermoedelijk omstreeks 1525 is vervaardigd in de werkplaats van de Lierse borduurwerker Peter van Esbeemde, en dat de vermoedelijke opdrachtgever – knielend naast Sint-Servaas afgebeeld op het schild – proost Engelbert van Heemstede is. Koldeweij maakte tevens aannemelijk dat andere borduursels in de textielschat van de Sint-Servaasbasiliek, zogenaamde 'aurifriesen' van een kazuifel, vermoedelijk uit hetzelfde atelier afkomstig zijn. Mogelijk zijn ook dit restanten van een set paramenten, die door Van Heemstede bij het gerenommeerde atelier in Lier werd besteld.

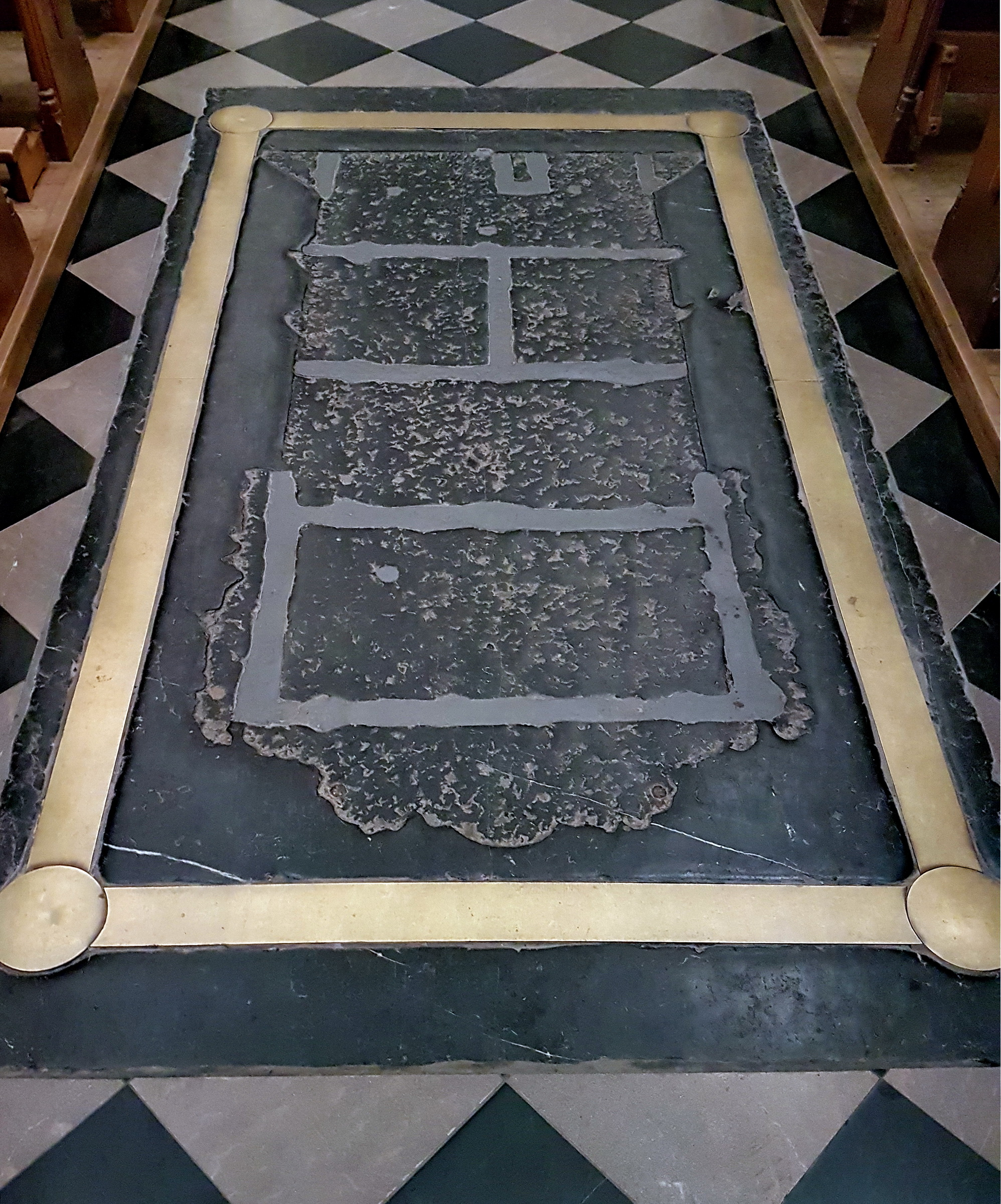
Beschadigde grafsteen Engelbert van Heemstede.
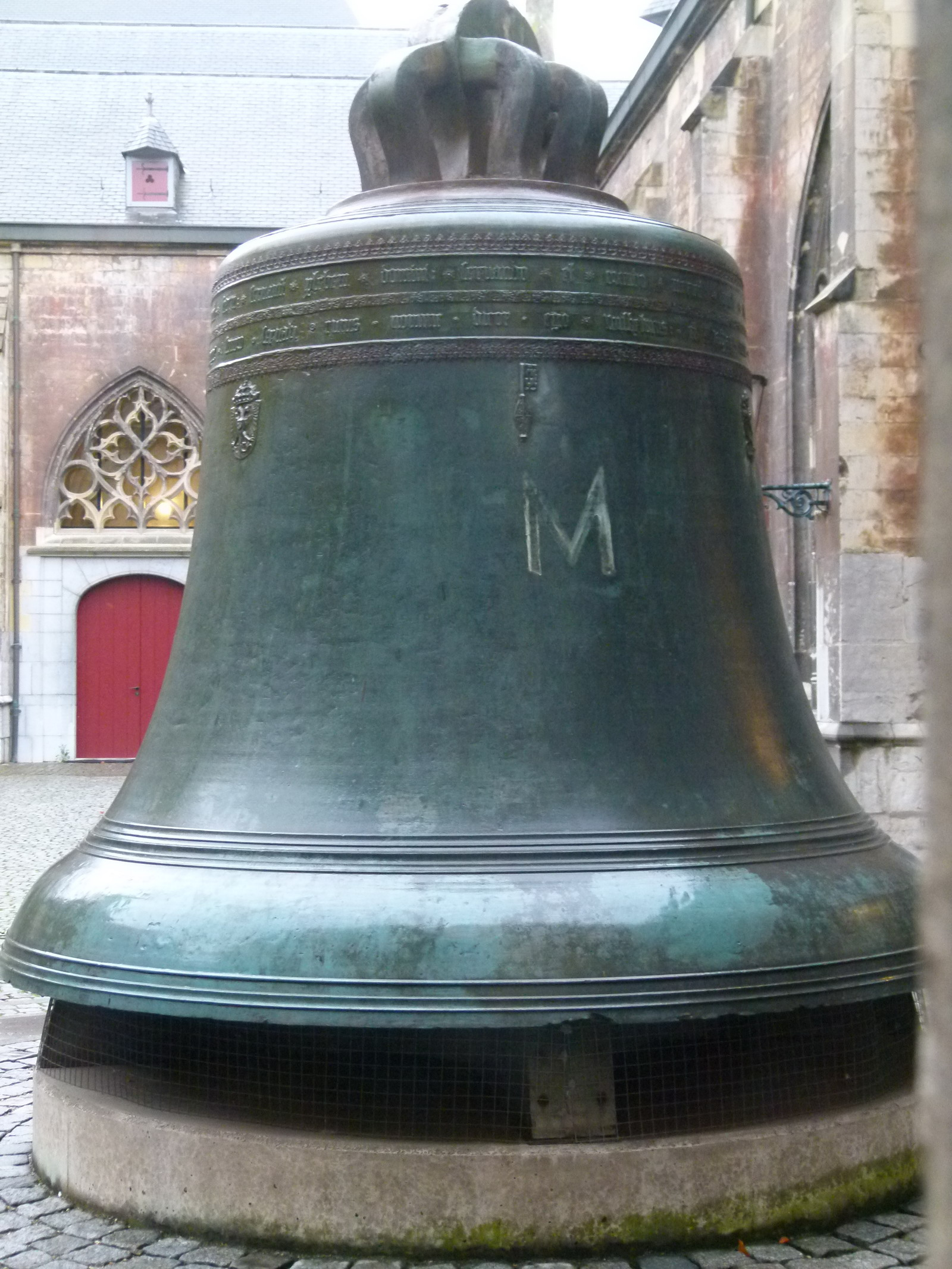
Oude klok Grameer (1515) in de pandhof.
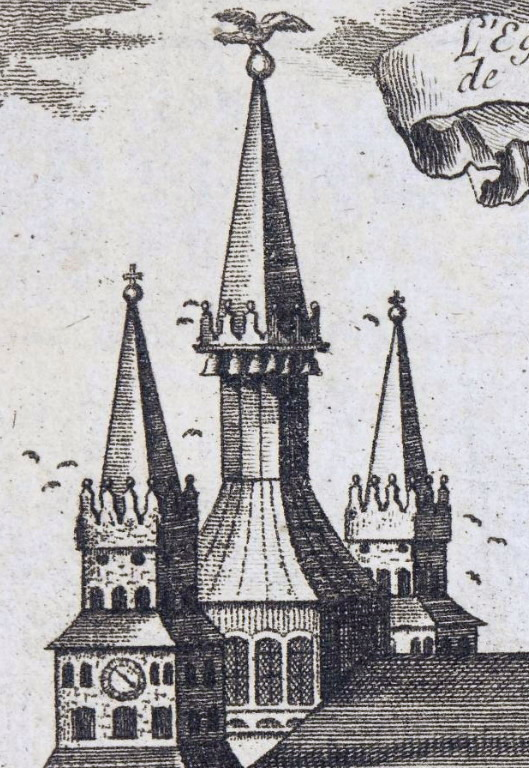
Westwerk: laatgotische middentoren van Jan Pyens, gebouwd voor Grameer.
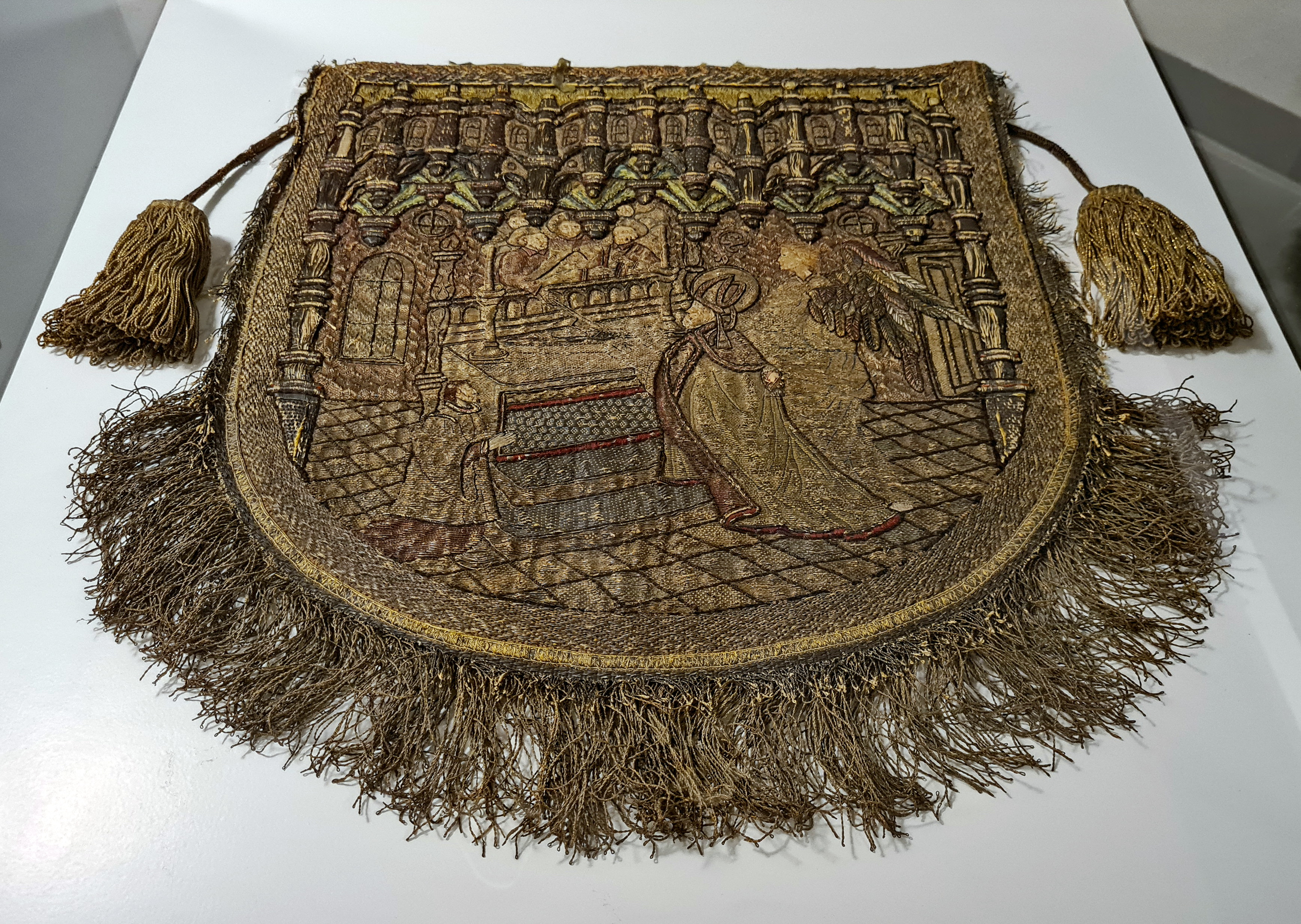
Koorkapschild (ca. 1525). Figuur links: proost Van Heemstede.